# たまプラーザテラス
たまプラーザテラス (Tamaplaza Terrace) は、東急田園都市線たまプラーザ駅の周囲および駅舎上の複合商業施設の総称。たまプラーザ駅周辺の再開発事業としてたまプラーザ東急SCをリニューアルし、区画を拡張したものである。東急百貨店たまプラーザ店などが入居し、東急グループの東急モールズデベロップメントが運営を行う。2006年度より着工し、2010年10月7日にサウスプラザ・ノースプラザ・ゲートプラザの全区画が開業した。
敷地は神奈川県横浜市青葉区美しが丘1丁目および新石川1・2丁目にまたがり、サウスプラザ、ゲートプラザ（第I期 - 第III期）、ノースプラザ（旧：たまプラーザ東急SC）、リンクプラザの4区画から成る。

## 歴史
- 1966年（昭和41年）4月1日 -  東急田園都市線の開通によりたまプラーザ駅が開業。
- 1982年（昭和57年）10月2日 - たまプラーザ東急SCおよびたまプラーザ東急百貨店が開業[1]。
- 2005年（平成17年）11月9日-  たまプラーザ駅周辺の再開発工事に着手。
- 2007年（平成19年）
  - 1月19日 - サウスプラザ開業。
  - 10月2日 - ゲートプラザI期開業。
- 2009年（平成21年）
  - 9月23日 -  たまプラーザ東急SCが営業終了。以降は「たまプラーザテラス ノースプラザ」となり、順次リニューアル工事を開始。
  - 10月18日  - ゲートプラザII期プレオープン。
  - 10月22日  - ゲートプラザII期正式開業、ノースプラザ一部リニューアルオープン。
- 2010年（平成22年）
  - 10月6日  - ゲートプラザIII期プレオープン。
  - 10月7日  - ゲートプラザIII期正式開業、たまプラーザテラス全面開業。
- 2013年3月1日 - リンクプラザ開業[2]。

## サウスプラザ
2007年1月、たまプラーザ駅南口に開業した地上6階建ての商業施設である。駅南口の階段を下りた道路の反対側に位置する。再開発前にはたまプラーザ東急SCのE駐車場（屋外）が存在した。
サウスプラザ4階からゲートプラザの駅改札階（1階）へは、連絡橋「サウスブリッジ」が通じている。
1階・4階でE駐車場に直結する。入口は1階、出口は2階にある。駐車場は1階から6階と屋上階まで各フロアにある。1階と4階には事前精算機がある。
- 所在地 - 神奈川県横浜市青葉区新石川2丁目
- 敷地面積 - 6,740平方メートル
- 延床面積 - 24,642平方メートル
- 店舗面積 - 5,565平方メートル
- 店舗数 - 4店舗
- 駐車場 - 約480台

### サウスプラザ主要店舗
- 1階
  - トモズ
  - スルガ銀行たまプラーザ支店「d-labo」- ショールームを兼ねた店舗。
  - 東急スイミングスクール
- 4階
  - アトリオドゥーエ たまプラーザ（フィットネスクラブ・エステティックサロン）

## ゲートプラザ
2010年秋に全面開業。たまプラーザ駅上および北口の一部、南口の商業施設である。

### ゲートプラザI期
B駐車場と西エレベーターで直結する。駐車場は地下1階・地下2階にあり、両階とも事前精算機がある。
- 所在地 - 神奈川県横浜市青葉区美しが丘1丁目1番地2
- 延床面積 - 約9,500平方メートル
- 店舗面積 - 約2,100平方メートル
- 店舗数 - 13店舗
- 駐車場 - 84台

### ゲートプラザII期
2009年10月22日に開業。71の店舗が出店している。10月18日から21日にかけてはプレオープン期間となっていた。
2009年10月から11月にかけて、開業を告知するラッピング電車が田園都市線で運行されていた。また同時期に、たまプラーザ地域を管轄する東急バス虹が丘営業所の路線でも同様のラッピングバスが運行されていた。
駐車場は地下1階・地下3階にあり（地下2階は出入口のみで駐車場はない）、各階とも事前精算機がある。
南口側のC駐車場と中央・南エレベーター（計4基）で直結する。中央・南エレベーターの他、フードテラス 東急ストアに直結するエレベーターがある。
- 所在地 - 神奈川県横浜市青葉区美しが丘1丁目1番地2
- 延床面積 - 約42,000平方メートル
- 店舗面積 - 約13,000平方メートル
- 店舗数 - 71店舗
- 駐車場 - 320台（C駐車場）

### ゲートプラザIII期
2010年10月7日開業。たまプラーザ駅北口バスロータリーの直上および「スパイスボックス」跡地に建設された。この区画の完成によりたまプラーザテラスは全面開業となった。
連絡橋「ノースブリッジ」でノースプラザの東急百貨店2階へ直結する。北2エレベーターからたまプラーザ駅北口バスターミナルに直結する。それ以外にも、駅北口の一般車乗降所に直結するエレベーターと階段がある。
駐車場は、北口側のD駐車場（地下1階・地下2階・地下3階）と東・北（1・2）エレベーター（計4基）で直結する。ただし地下1階・地下2階へは北エレベーターは利用できない。各階とも事前精算機がある。またフランフランからD駐車場の地下1階・地下2階へは相互に連絡している。

### ゲートプラザ主要店舗
- 地下2階 - 1階
  - フードテラス 東急ストア
  - イッツコム スタジオ たまプラーザ
  - GAP
  - ザ・ノース・フェイス
  - SHIPS
  - プラザ (雑貨店)
  - 青山フラワーマーケット
  - Francfranc
  - 無印良品
  - 有隣堂
  - KALDI
  - 成城石井
- 1階フードコート「テラスキッチン」
- 2階
  - ユニクロ
  - ABCマート
  - Zoff
  - 生活の木
  - 山野楽器
  - カメラのキタムラ
  - QBハウス
  - フォンテーヌ＆レディスアデランス
  - 東急 ほけんのコンシェルジュ
- 3階
  - 東急セミナーBE たまプラーザ（カルチャーセンター）
  - 東急トラベルサロン
  - レストラン街「テラスダイニング」

## ノースプラザ
かつてのたまプラーザ東急SCに相当する区画。当初は全館を東急百貨店とする予定であったが、景気低迷の影響で高額商品中心の百貨店では収益性が見込みにくいと判断し、改装工事中のSC部分は、東急百貨店が運営する専門店街として営業することとなった。
地下A駐車場（地下2階・地下3階）と直結している。
- 所在地 - 神奈川県横浜市青葉区美しが丘1丁目7
- 商業施設面積 - 24,835平方メートル

## リンクプラザ
2013年3月1日、生活インフラ施設を中心とした新棟「リンクプラザ」として開業。施設名称の由来は、東急電鉄の分譲マンション「ドレッセ たまプラーザ テラス」とペデストリアンデッキ「リンクブリッジ」で直結されることから。
東急電鉄と横浜市の共同事業「次世代郊外まちづくり」第1号モデル地区として、保育園や市の福祉施設、クリニックなどが入居し、保育園の児童とデイサービスに通所する高齢者の交流事業なども計画する。
- 所在地 - 神奈川県横浜市青葉区新石川2丁目1-15
- 店舗数 - 11店舗

### リンクプラザ主要店舗
- 1階 - 2階
  - 三井住友銀行
  - セリア (100円ショップ)
- 3階
  - クリニックモール
- 4階
  - 保育園、保険代理店
  - 横浜市たまプラーザ地域ケアプラザ（福祉・保健施設）

## 店舗写真

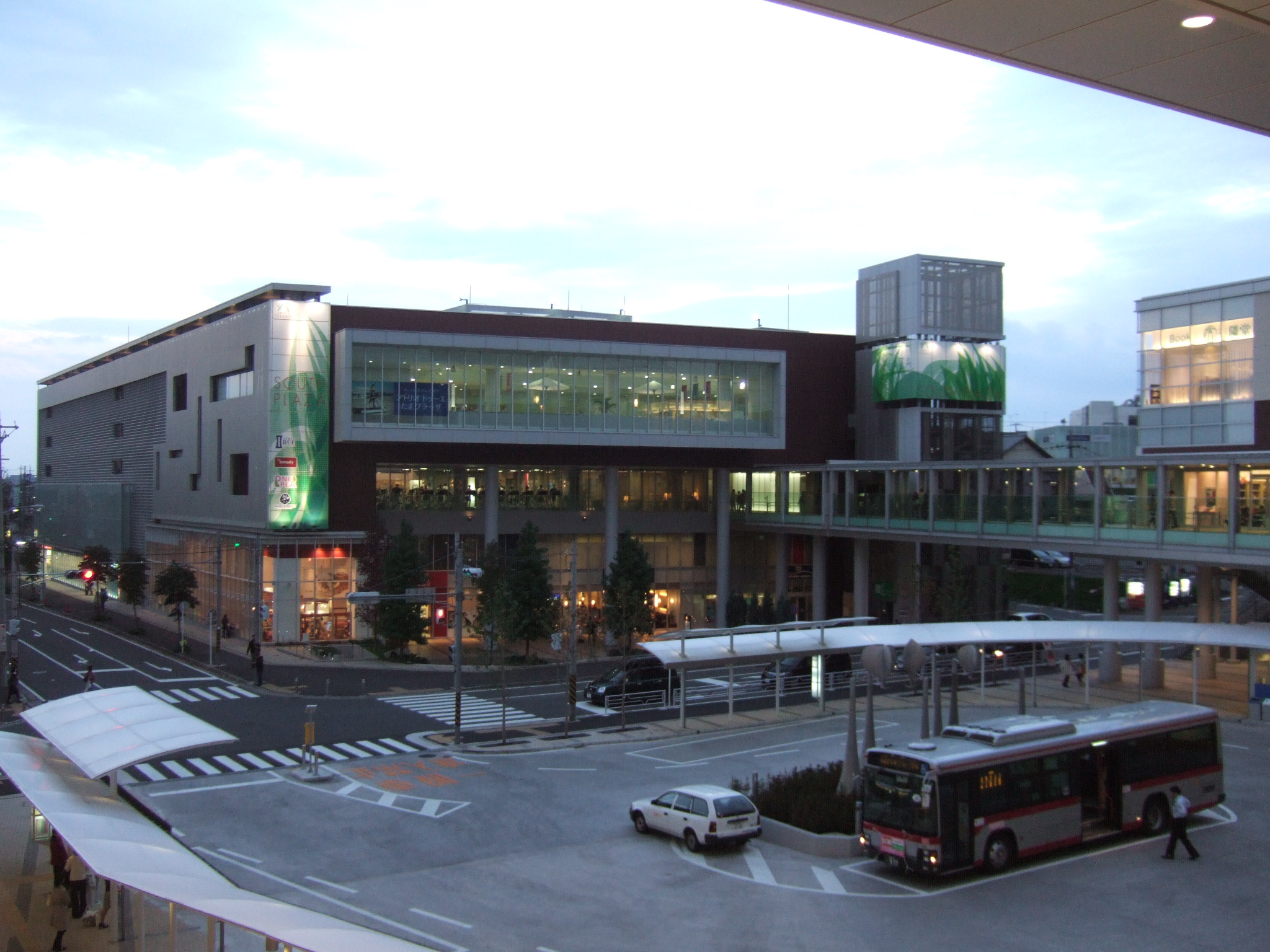
サウスプラザ
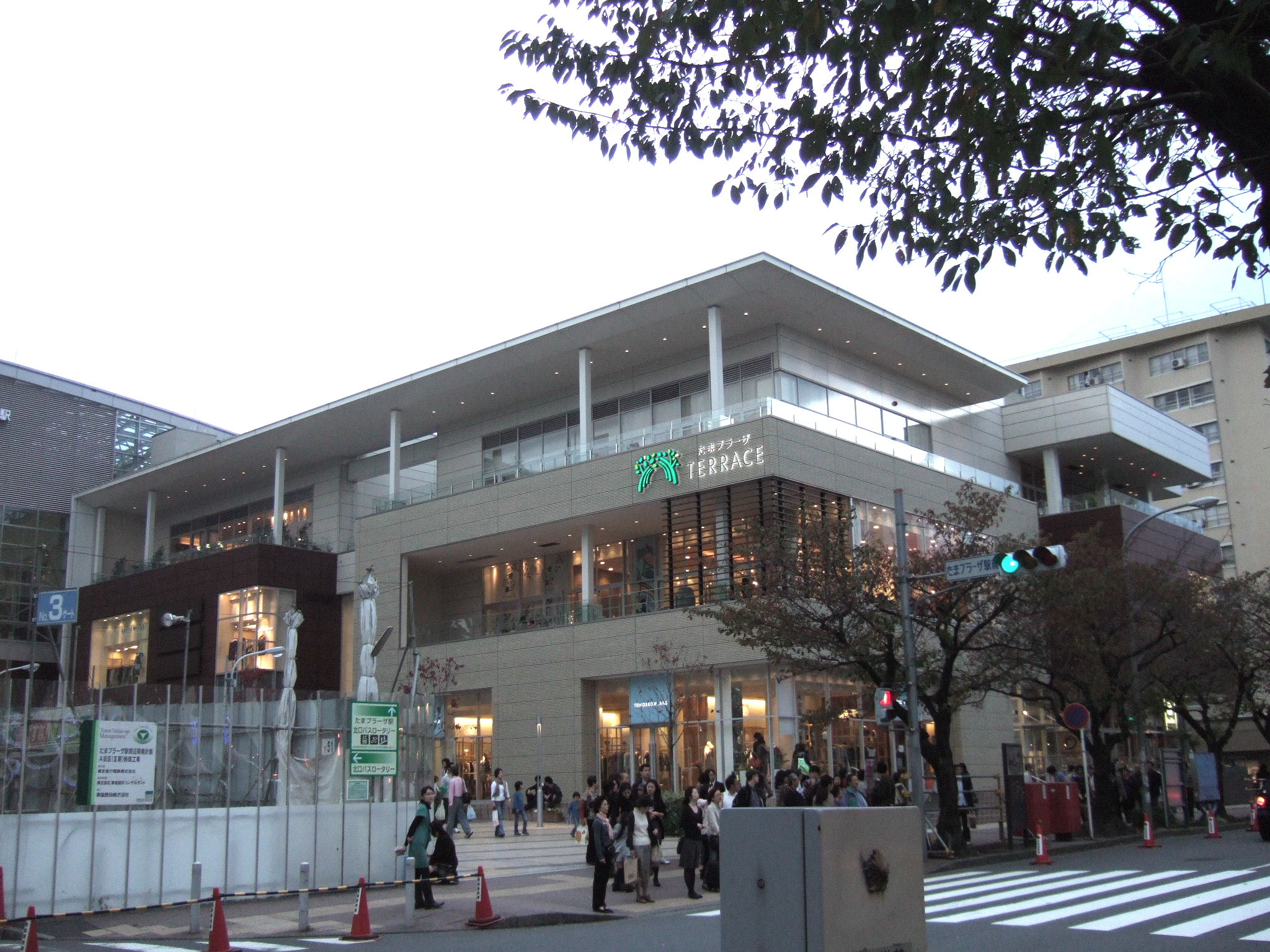
ゲートプラザI
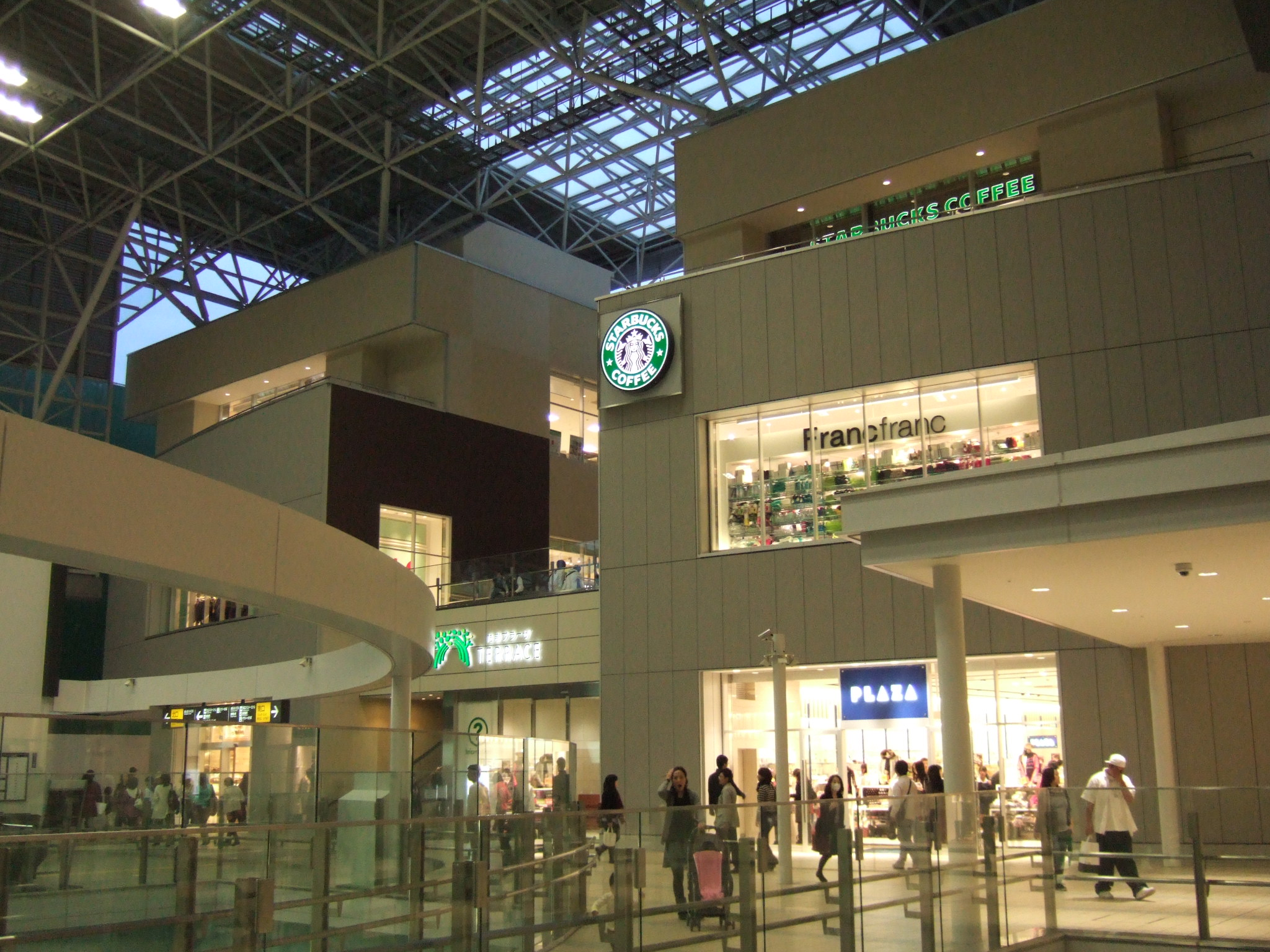
ゲートプラザII
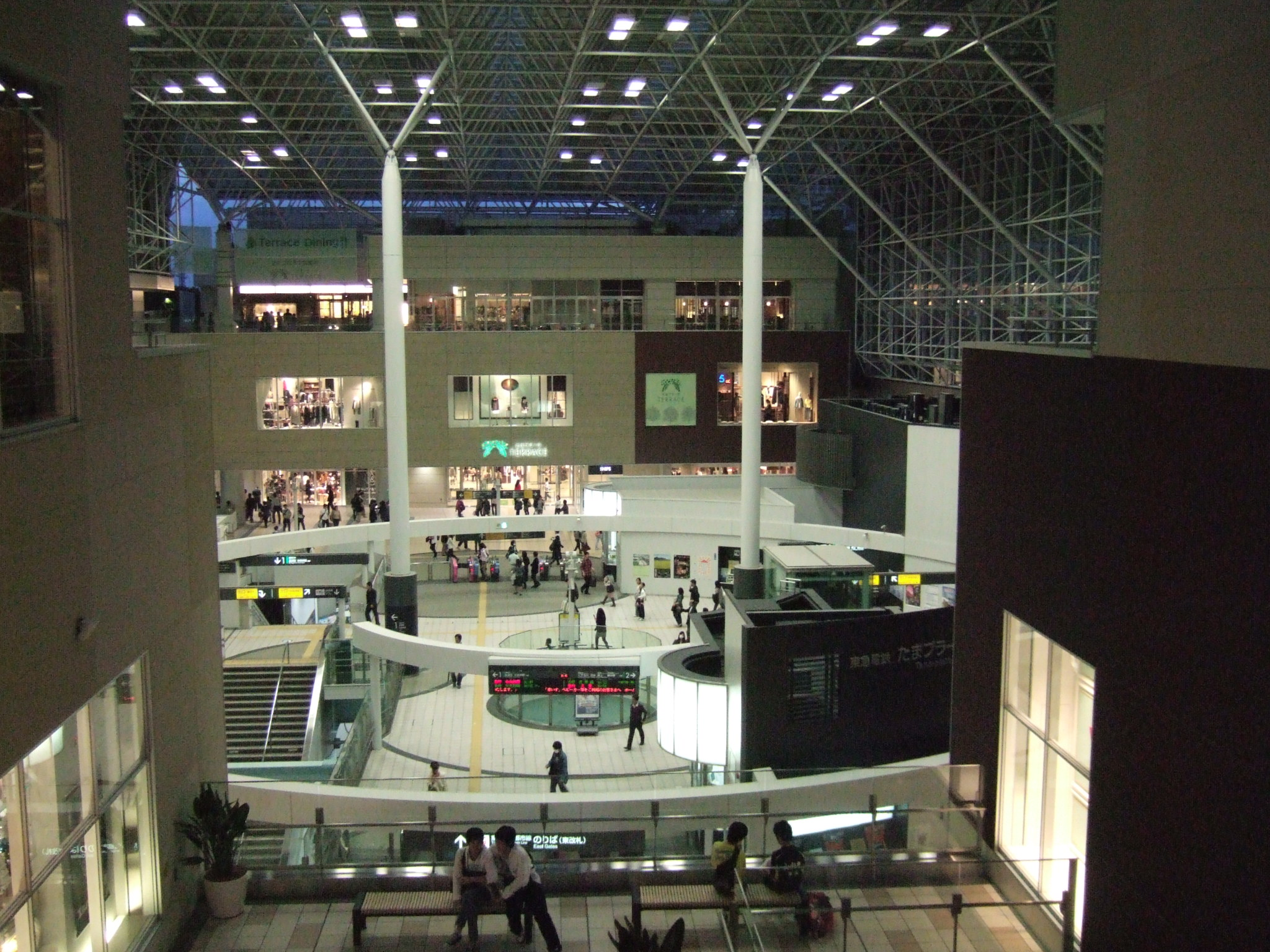
ゲートプラザII 中央部分はたまプラーザ駅改札。奥が中央改札側
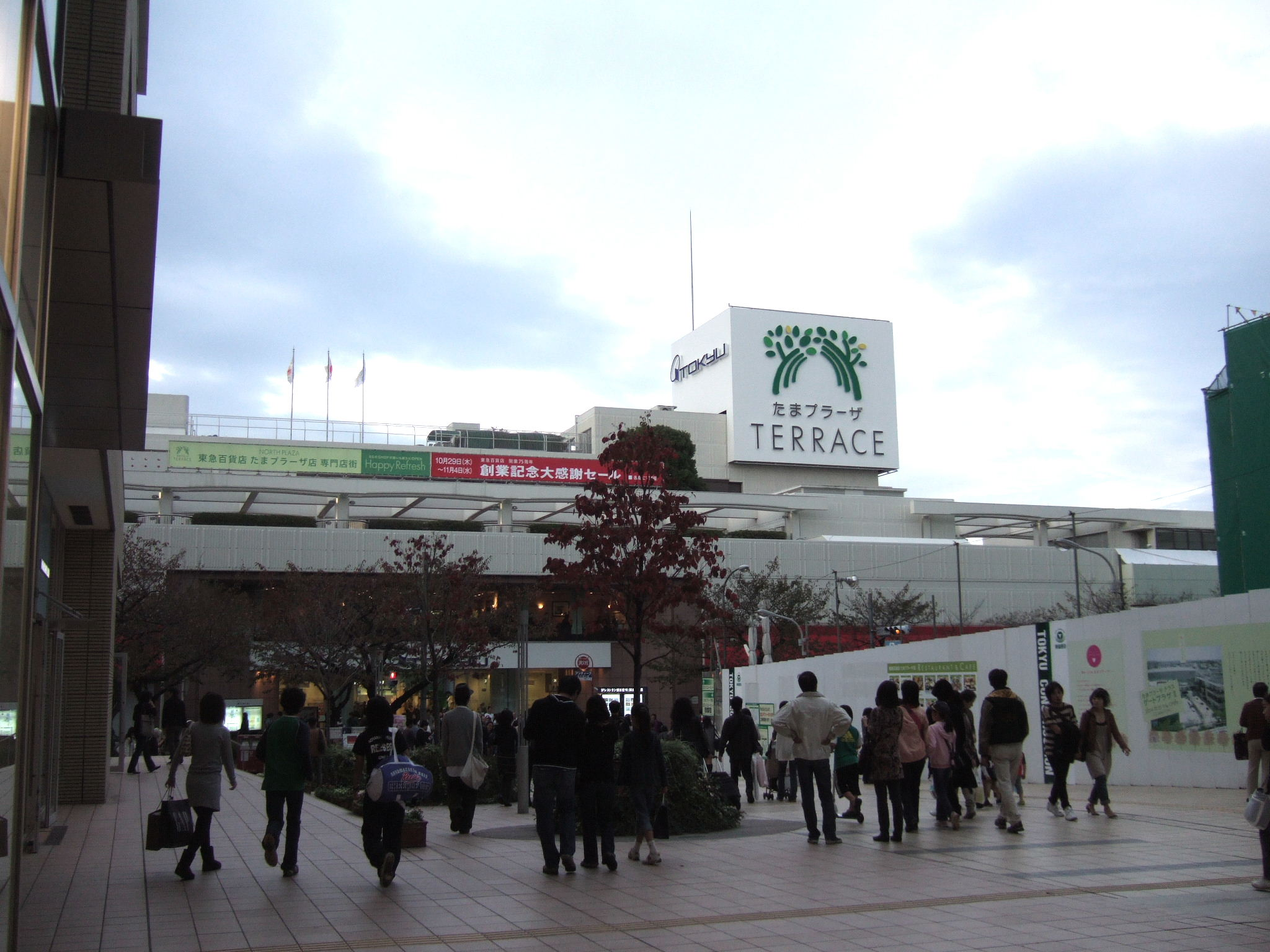
ノースプラザ 旧：たまプラーザ東急SC。東急百貨店たまプラーザ店
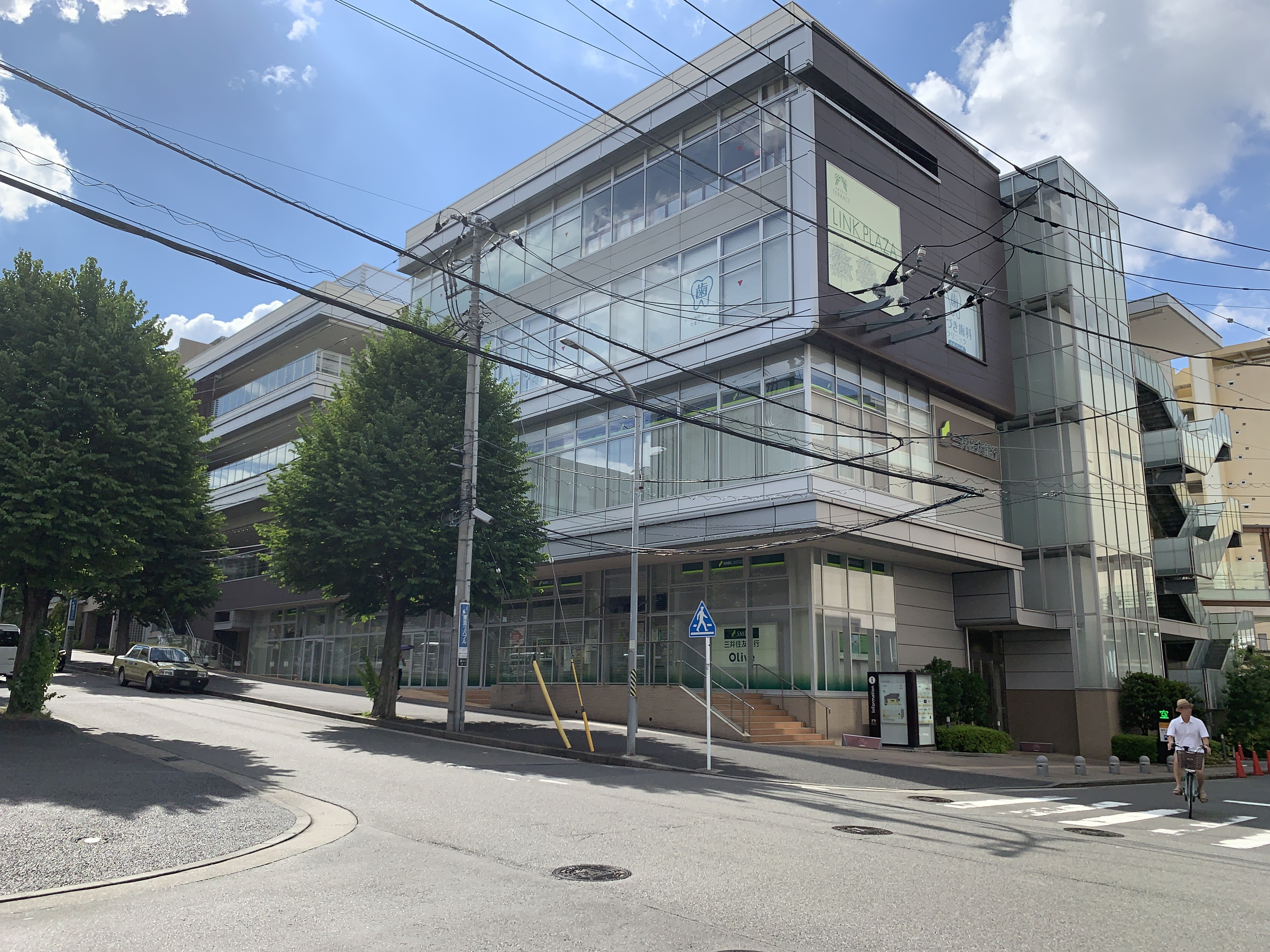
リンクプラザ